# Système de quatre étoiles guides laser
Four Laser Guide Star Facility, 4LGSF
Le système de quatre étoiles guides laser (Four Laser Guide Star Facility en anglais, en abrégé 4LGSF) est un système installé sur Yepun, le quatrième télescope unitaire du Très Grand Télescope de l'Observatoire européen austral, à l'observatoire du Cerro Paranal au Chili.
Les quatre lasers, qui constituent une part importante du système d'optique adaptative installé sur le Très Grand Télescope, émettent leur première lumière le 26 avril 2016.
Les lasers ont une puissance de 22 watts. Les lasers, dont les faisceaux mesurent 30 centimètres de diamètre, émettent à une longueur d'onde de 589 nanomètres (jaune), longueur d'onde correspondant à l'excitation des atomes de sodium.

## Galerie

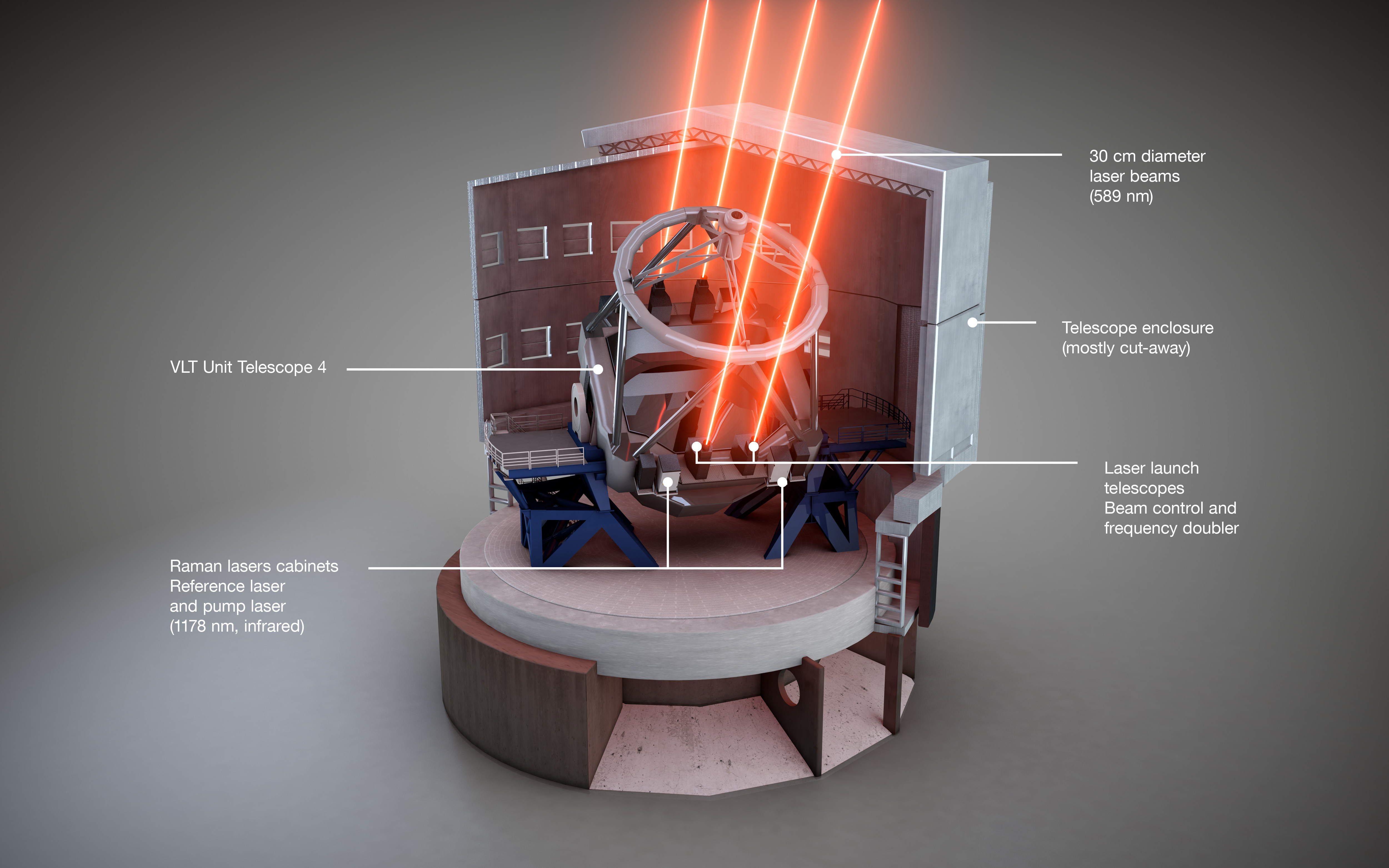
Vue schématique du système composé de quatre étoiles guides laser installé sur le VLT de l'ESO.
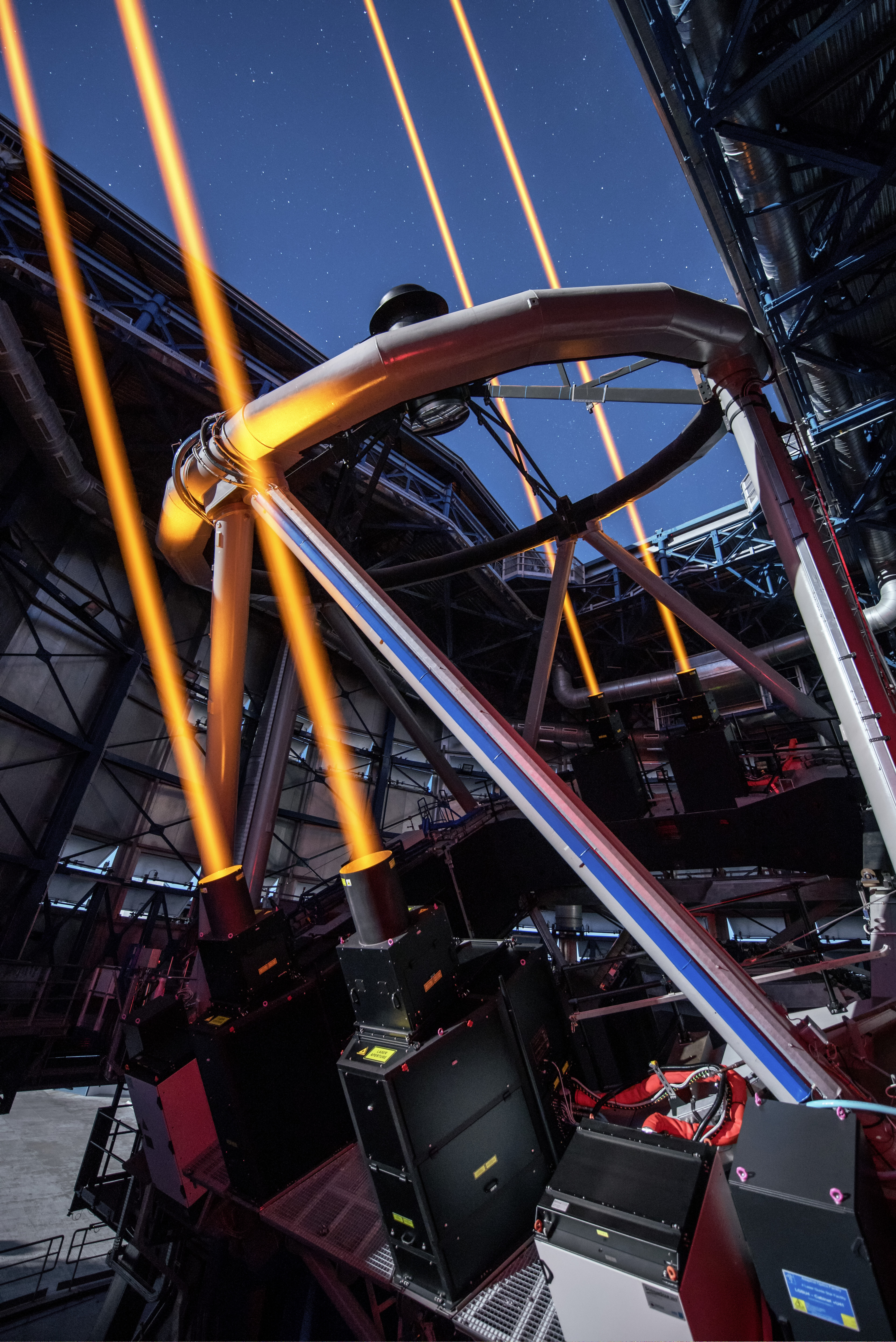
Le système au moment de sa première lumière le 26 avril 2016 (Vue intérieure).
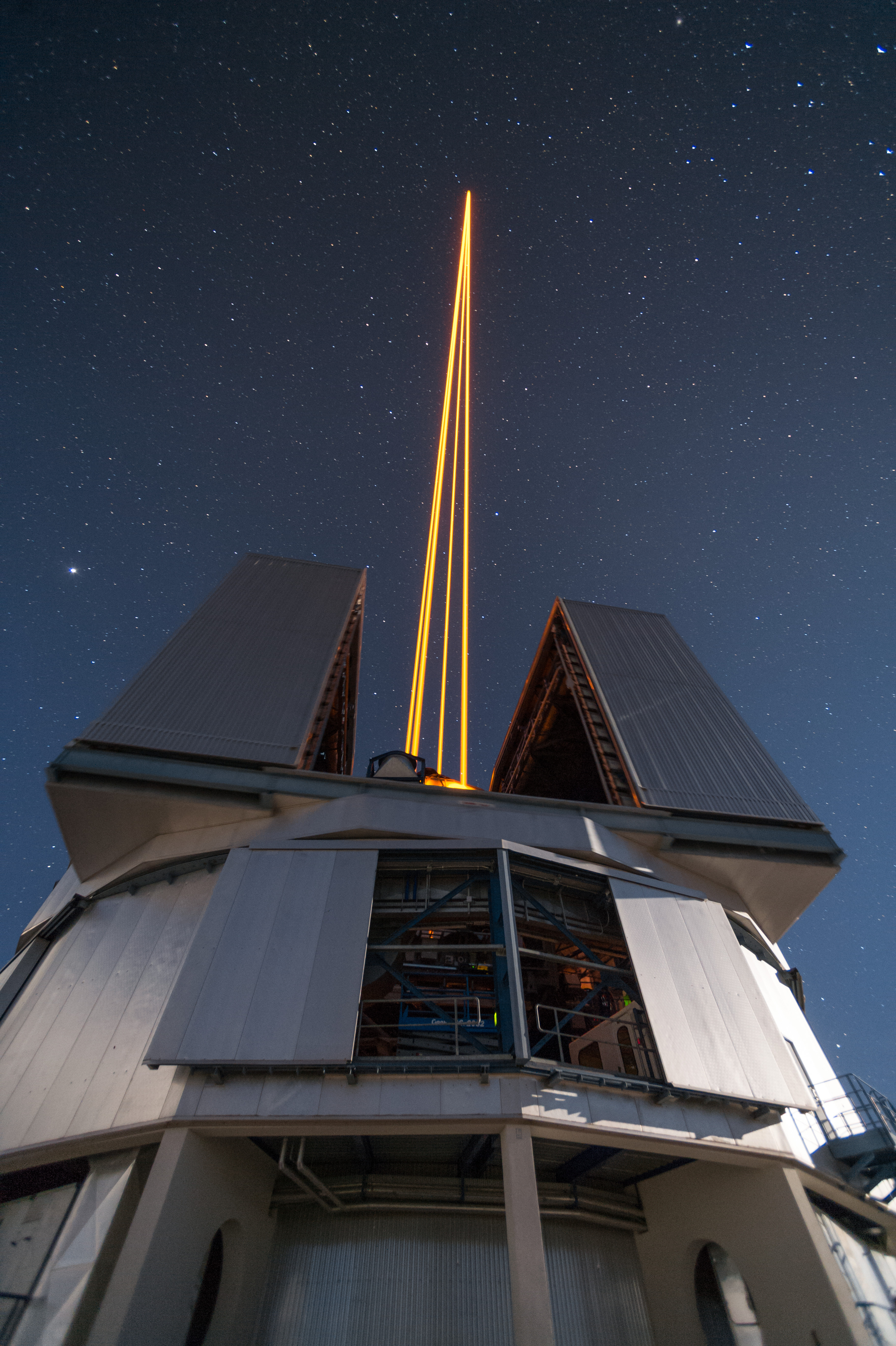
Vue extérieure.